# Standing Still
A Standing Still (magyarul: Mozdulatlan) egy popdal, amely Németországot képviselte a 2012-es Eurovíziós Dalfesztiválon. A dalt a német Roman Lob adta elő angolul.
A dal a 2012. február 16-án rendezett német nemzeti döntőn nyerte el az indulás jogát. A döntőben két énekes adott elő három–három dalt, és a szavazás két fordulóból állt. Az első körben a nézői szavazatok választották ki a legjobb dalt mindkét énekes számára, majd a második körben dőlt el a nyertes kiléte.
Az Eurovíziós Dalfesztiválon a dalt a május 26-án rendezett döntőben adták elő a fellépési sorrendben huszadikként, a spanyol Pastora Soler Quédate conmigo című dala után és a máltai Kurt Calleja This Is the Night című dala előtt. A szavazás során 110 pontot szerzett, mely a 8. helyet jelentette a 26 fős mezőnyben.
A következő német induló Cascada Glorious című dala volt a 2013-as Eurovíziós Dalfesztiválon.

## Slágerlistás helyezések
| Slágerlisták (2012)            | Lh.* |
| ------------------------------ | ---- |
| Ausztria (Ö3 Austria Top 75)   | 51   |
| Németország (Media Control AG) | 3    |
| Svájc (Schweizer Hitparade)    | 53   |

*Lh. = Legjobb helyezés.

## Külső hivatkozások
- Dalszöveg
- YouTube videó: A Standing Still című dal promóciós videóklipje